# Хампонт
Хампонт (фр. Hampont) насеље је и општина у североисточној Француској у региону Лорена, у департману Мозел која припада префектури Шато Сален.
По подацима из 2011. године у општини је живело 199 становника, а густина насељености је износила 17,72 становника/km². Општина се простире на површини од 11,23 km². Налази се на средњој надморској висини од 200 метара (максималној 321 m, а минималној 207 m).

## Демографија
| 1962. | 1968. | 1975. | 1982. | 1990. | 1999. | 2011. |
| ----- | ----- | ----- | ----- | ----- | ----- | ----- |
| 238   | 240   | 226   | 228   | 223   | 212   | 199   |

График промене броја становника у току последњих година